# 黃流 (正德進士)
黄流（1466年—？年），字子清，山东济南府濟陽縣人，明朝政治人物。

## 生平
治《礼记》，由國子生中式弘治二年（1489年）己酉科山東鄉試第四十二名舉人，正德三年（1508年）登戊辰科會試第一百八名，第二甲第一百九名進士。历户部主事，榷使九江府，仕至员外郎。

## 家族
曾祖黄思忠。祖黄贵。父黄珫。母朱氏。永感下，兄勝、端、滕、魁、鸞、倫、能、弟臣（贡士）。